# (3124) Kansas
(3124) Kansas ist ein Asteroid des mittleren Hauptgürtels, der am 3. November 1981 vom US-amerikanischen Astronomen David J. Tholen an der auf dem Kitt Peak gelegenen Außenstation des Steward Observatory (IAU-Code 691) der University of Arizona entdeckt wurde.
Der Asteroid gehört zur Lydia-Familie, einer nach (110) Lydia benannten Gruppe von Asteroiden.
Der Asteroid wurde nach dem US-amerikanischen Bundesstaat Kansas benannt, dem Heimatstaat des Entdeckers.